# Connie Smith
Pour les articles homonymes, voir Smith.
Connie Smith, née Constance June Meador le 14 août 1941,, est une chanteuse et compositrice de musique country américaine. Sa voix de contralto est décrite par les auteurs musicaux comme étant importante et influente pour les femmes de la musique country. Une similitude est notée entre son style vocal et celui de la chanteuse country Patsy Cline. D'autres artistes citent Smith comme influence sur leurs propres styles de chant, ce qui se reflète dans des citations et des interviews au fil des ans.
Découverte en 1963, Smith signe avec RCA Victor Records l'année suivante et reste avec le label jusqu'en 1973. Son premier single Once a Day (en) est nommé aux Grammy Awards pour la meilleure performance vocale country féminine et atteint la première place du classement Billboard Hot Country Songs en novembre 1964 et reste en première position pendant huit semaines, une première pour une artiste féminine. Elle détient le record pendant plus de 50 ans jusqu'à ce qu'il soit battu par Trisha Yearwood. La chanson devient le plus grand succès de Smith. Son succès se poursuit tout au long des années 1960 et au milieu des années 1970 avec 19 autres succès dans le Top 10 (dont Then and Only Then (en) ; Ain't Had No Lovin' (en) ; Cincinnati, Ohio (en) ; I Never Once Stopped Loving You (en) ; et Ain't Love a Good Thing (en)) dans le classement des chansons country.
Au début des années 1970, Smith commence à enregistrer du gospel plus fréquemment à mesure qu'elle devient plus sérieuse dans son christianisme. Alors qu'elle se concentre davantage sur la religion, Smith devient connue pour son attitude religieuse franche lors des concerts et dans les salles. Dans le même temps, Smith passe plus de temps à élever ses cinq enfants qu’à se concentrer sur la musique. Elle prend finalement une semi-retraite en 1979. Smith reprend brièvement l'enregistrement au milieu des années 1980 avec Epic Records. Il faut cependant attendre sa collaboration avec Marty Stuart (en) dans les années 1990 pour qu’elle y revienne définitivement. Leur amitié musicale devient romantique et conduit à leur mariage en 1997. Le couple conduit à Connie Smith (en), le premier album studio de Smith en 20 ans. Acclamé par la critique, Smith recommence à se produire et enregistre deux autres albums studio.
Smith est nommée pour 11 Grammy Awards, dont huit pour la meilleure performance vocale country féminine. Elle est également nommée pour un prix de l'Academy of Country Music et trois prix de la Country Music Association Rolling Stone l'inclus dans sa liste des 100 plus grands artistes de musique country et CMT la classe parmi les 10 premières dans sa liste des 40 plus grandes femmes de la musique country. Elle est membre du casting de Grand Ole Opry depuis 1965. En 2012, Smith est intronisée au Country Music Hall of Fame.

## Jeunesse
Connie Smith est née Constance June Meador de ses parents Wilma et Hobart Meador à Elkhart, Indiana. Ses parents sont originaires de Virginie-Occidentale et lorsque Smith a cinq mois, la famille y retourne. Ils déménagent ensuite à Dungannon, Ohio. Son père biologique est alcoolique et violent envers sa famille,. « J'ai traversé des moments difficiles lorsque j'étais petite », déclare-t-elle à un intervieweur.
Sa mère divorce alors qu'elle est enfant et se remarie avec Tom Clark. Le beau-père de Smith amène huit enfants au mariage et Meador en amène cinq (dont Smith). Le couple a ensuite deux autres enfants ensemble, pour un total de 15 enfants. Smith est influencée par la musique dans son enfance. Son beau-père joue de la mandoline, tandis que son frère joue du violon et son autre frère joue de la guitare. Le samedi soir, la famille écoute l'émission de radio Grand Ole Opry. Elle se met à la guitare à la suite d'un accident de tondeuse à gazon, qui manque de lui couper la jambe. Pendant sa convalescence à l'hôpital, elle reçoit une guitare et apprend à jouer différents accords. Smith ne se produit pas publiquement avant le lycée lorsqu'un ami l'invite à chanter le tube pop de Connie Francis, My Happiness.
Avec seulement un dixième de point derrière le major de promotion, Smith est diplômée du Salem-Liberty High School en 1959 en tant que salutatorian de classe. Après avoir obtenu son diplôme, elle travaille comme opératrice téléphonique à Lowell, Ohio. Elle travaille également comme commis de pharmacie, assistante dentaire et dans une épicerie. À 19 ans, elle épouse son premier mari, Jerry Smith. Le mari de Smith l'encourage à chanter et elle commence à se produire plus fréquemment. Sa première performance professionnelle a lieu à la foire du comté de Washington en 1962. Elle rejoint ensuite brièvement le casting de Saturday Night Jamboree, une émission télévisée de musique country locale. Smith est licenciée après sa première représentation, théorisant plus tard que c'était parce qu'elle était enceinte. Elle auditionne ensuite avec succès et décroche une place dans un programme similaire pour WSAZ-TV (en).
Malgré les opportunités de performance, Smith a l'intention de rester femme au foyer et mère,. En août 1963, elle participe à un concours de talents au parc de musique country Frontier Ranch près de Columbus, Ohio. En interprétant I Thought of You (en) de Jean Shepard (en), Smith remporte le concours de talents et cinq dollars en argent. Le juge du concours est l'auteur-compositeur-interprète country Bill Anderson, qui est immédiatement impressionné par sa voix. « Au début, je pensais qu'ils jouaient un disque et qu'elle le synchronisait sur les lèvres », expliquera-t-il plus tard.
En janvier 1964, elle rencontre à nouveau Anderson lors d'un concert de musique country à Canton, Ohio. Il l'invite à se produire avec lui dans le cadre du programme Midnite Jamboree (en) d'Ernest Tubb à Nashville, Tennessee. Lorsque Smith participe au programme en mars 1964, elle découvre qu'elle ne jouera pas avec Anderson, mais plutôt avec Ernest Tubb. Impressionnée par sa performance, Loretta Lynn se présente après le spectacle et lui donne des conseils de carrière,. Après avoir participé au programme, elle retourne à Nashville en mai pour enregistrer des démos d'Anderson qu'il prévoit de présenter à d'autres artistes country. Le manager d'Anderson, Hubert Long, apporte l'enregistrement démo au label RCA Victor où le producteur Chet Atkins l'entend. Également impressionnée par sa voix, Atkins propose à Smith un contrat d'enregistrement qu'elle signe le 24 juin 1964.

## Carrière

### 1964-1967:Once a Dayet succès maximal

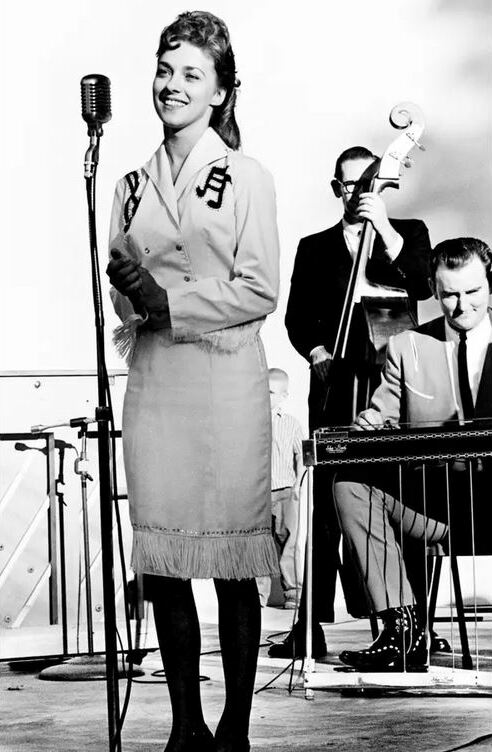
Smith se produisant devant une foule de 5 000 personnes, août 1964.

Après avoir signé Smith chez RCA, Chet Atkins se retrouve trop occupé avec d'autres artistes. Au lieu de cela, il engage Bob Ferguson (en) pour agir en tant que producteur de Smith. Le couple développe une relation professionnelle étroite et Ferguson reste sa productrice jusqu'à son départ de RCA. « Je n'aurais pas pu rêver d'une meilleure personne avec qui travailler. C'est l'un des meilleurs hommes que j'ai jamais connu », déclare Smith plus tard. La première session de Smith a lieu le 16 juillet 1964, où elle enregistre quatre chansons. Trois de ces morceaux sont écrits par Bill Anderson, qui accepte d'écrire du matériel pour Smith. Deux jours plus tard, Smith fait ses débuts au Grand Ole Opry. L'une des quatre chansons enregistrées le 16 juillet est Once a Day (en), qui est choisie pour être le premier single de Smith. Once a Day sort en août 1964 et atteint la première place du classement Billboard Hot Country Singles le 28 novembre. Il reste à la première place pendant huit semaines entre fin 1964 et début 1965. Once a Day devient le premier single d'une artiste country féminine à atteindre la 1re place. Pendant près de 50 ans, le single détient le record du plus grand nombre de semaines passées au numéro un du classement country Billboard par une artiste féminine.
Smith commence à se produire plus régulièrement avec le succès de Once a Day. Bill Anderson est brièvement son manager, mais est remplacé par Charlie Lamb. Smith fait sa première apparition à la télévision en réseau en octobre 1964 dans l'émission The Jimmy Dean Show (en) d'ABC. En mars 1965, RCA Victor sort son album éponyme (en). Il atteint également la première place, passant un total de sept semaines au sommet du palmarès Billboard Top Country Albums. Dan Cooper d'Allmusic donne au disque un accueil positif et décrit Smith comme « une Streisand du pays face aux Lennon Sisters ».
Bill Anderson tient sa promesse envers RCA Victor et continue à écrire les singles suivants de Smith. Le producteur Bob Ferguson et le joueur de steel guitar Weldon Myrick (en) créent une production « haute » et « percutante » qui, selon Ferguson, sonnerait agréablement sur les autoradios. « Je pensais que c'était un son terriblement mince, mais il a fini par être très populaire », se souvient Myrick. En 1965, RCA publie le single suivant de Smith écrit par Anderson intitulé Then and Only Then (en), qui atteint la quatrième place du classement des chansons country du Billboard. Il est suivi d'un autre single dans le top 10 écrit par Anderson intitulé I Can't Remember (en). En octobre 1965, cette dernière chanson apparaît sur Cute 'n' Country (en), le deuxième album studio de Smith. Même si elle n'aime pas le nom du LP, il devient son deuxième disque en tête du palmarès des albums country Billboard. Elle a d'autres singles country dans le top cinq du Billboard jusqu'au début de 1966 avec Nobody But a Fool (Would Love You) (en) d'Anderson et If I Talk to Him (en) de Priscilla Mitchell (en). En 1965, Smith devient membre de l'émission de radio Grand Ole Opry.
En 1966, Ferguson ressent des pressions de la part du siège social de RCA pour commercialiser le son de Smith vers du country pop « à mi-chemin ». Smith est contre la production pop mais accepte néanmoins de l'essayer. Le duo fait plusieurs sessions avec une instrumentation à cordes. Le style apparaît sur ses prochaines sorties en studio Born to Sing (en) (1966) et Downtown Country (en) (1967). Les deux albums présentent des orchestres complets en arrière-plan et des reprises de singles d'artistes pop de l'époque. Les singles Ain't Had No Lovin' (en) et The Hurtin's All Over (en) figurent sur les LP, qui atteignent tous deux le top cinq country du Billboard. Pendant ce temps, Smith apparaît dans plusieurs films de musique country, où elle interprète plusieurs de ses enregistrements à succès actuels. En 1966, elle apparaît dans les films Second Fiddle to a Steel Guitar (en) et The Las Vegas Hillbillys (en), ce dernier mettant en vedette Jayne Mansfield. En 1967, elle apparaît dans The Road to Nashville (en) et Hell on Wheels (en). Le programme de tournées de Smith augmente également. En 1966, elle forme son propre groupe en tournée nommé The Sundowners et épouse plus tard le guitariste du groupe, Jack Watkins.
En février 1967, Camden, le label budgétaire filiale de RCA, sort le prochain album studio de Smith intitulé Connie in the Country (en). Le LP comprend des reprises d'enregistrements country populaires de l'époque et Cry, Cry, Cry (en), un single de Smith qui atteint le top 20,. En mai 1967, RCA sort un album de chansons écrites uniquement par Bill Anderson intitulé Connie Smith Sings Bill Anderson (en). Smith commente plus tard que « c'était un honneur, pas une faveur » d'enregistrer un album de tous les morceaux d'Anderson. Il comprend des reprises des succès d'Anderson tels que City Lights (en) et That's What It's Like to Be Lonesome (en). L'album comprenait Cincinnati, Ohio (en), que Smith sort en single et amène la chanson dans le top cinq country du Billboard. Son succès inspire ensuite la ville de Cincinnati, dans l'Ohio, à déclarer sa propre Journée Connie Smith en juin 1967. Smith reste à son apogée commerciale jusqu'en 1967 avec une série continue de top 10 des enregistrements. Ses autres succès incluent I'll Come Runnin' (en), Burning a Hole in My Mind (en), Baby's Back Again (en) et Run Away Little Tears (en). Trois de ces enregistrements sont inclus sur l'album de Smith de 1967, I Love Charley Brown (en), qui atteint le top 20 des LP country.

### 1968-1972: revers, musique gospel et succès continu de la musique country
En 1968, Smith atteint le sommet de sa carrière. Elle fait plusieurs apparitions au cinéma et à la télévision tout en tentant de concilier tournées et vie de famille,. Les pressions de diverses responsabilités stressent Smith à un point tel qu'elle manque d'abandonner sa carrière. En 1968, elle découvre le christianisme, qui apporte du réconfort dans sa vie personnelle et professionnelle,,. Finalement, elle choisit de poursuivre sa carrière et enregistre pour RCA tous les quelques mois. Cependant, elle réduit son programme de tournées. Elle consacre le reste de son temps à la vie de famille et s'efforce d'apparaître dans des programmes de musique davantage chrétienne. Elle travaille aux côtés des ministres Billy Graham et Rex Humbard (en). Elle apparaît également dans plusieurs émissions de télévision chrétiennes.

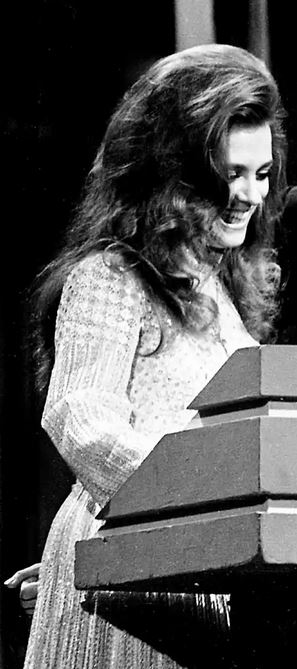
Smith présentant "Instrumentiste de l'année" aux Country Music Association Awards 1972.

Grâce à l'engagement de Smith envers RCA, le label continue à sortir régulièrement de nouveaux albums et singles. Avec ses nouvelles convictions religieuses, Smith se donne également pour priorité d'inclure des enregistrements gospel sur ses albums profanes. Cela reste un thème tout au long de sa carrière. En 1968 et 1969, RCA Victor sort les albums studio Sunshine and Rain (en), Back in Baby's Arms (en) et Connie's Country (en). Ces enregistrements donnent lieu à une reprise de Ribbon of Darkness (en) de Marty Robbins. La version de Smith atteint le top 20 du classement des singles country Billboard,. Au Canada, Ribbon of Darkness devient sa première chanson à figurer en tête du classement RPM Country. Au début des années 1970, Smith figure moins fréquemment dans le top 10 des charts country nord-américains, mais continue à connaître un succès commercial,. Les singles You and Your Sweet Love (en) et I Never Once Stopped Loving You (en) (tous deux écrits par Bill Anderson) font partie du top 10 country du Billboard en 1970. Son quinzième album studio du même nom (en) sort en 1970 et figure dans le top 20 du palmarès des albums country Billboard.
Au cours de cette période, Smith fait également équipe avec l'auteur-compositeur-interprète country Nat Stuckey (en) pour enregistrer deux albums studio en duo. L'idée est conçue par le producteur de Smith (Bob Ferguson) et le producteur de Stuckey (Felton Jarvis). Les deux hommes pensent que les voix des artistes se marieraient bien (en). Les premières sessions en duo du duo produisent une reprise de Young Love (en) de Sonny James, qui atteint le top 20 du palmarès des chansons country Billboard. Leur premier album du même nom (en) présente des reprises de chansons country et pop de l'époque. Dans un effort pour que Smith enregistre davantage de musique gospel, le duo enregistre un LP sur le thème spirituel en 1970 intitulé Sunday Morning with Nat Stuckey and Connie Smith (en). Les programmes de radio chrétiennes ouvrent souvent leurs émissions avec la musique gospel du duo, ce qui incite RCA à sortir If God Is Dead (Who's That Living in My Soul) en single en 1970. La chanson atteint un sommet dans la partie inférieure du classement country Billboard.
Les journalistes et les écrivains remarquent le travail de Smith sur RCA après 1968. Le biographe et écrivain Barry Mazor découvre que les enregistrements de Smith ont « une nouvelle délicatesse de phrasé qui se montre ». Mazor trouve également que ses albums ont des qualités plus distinctives, qualifiant I Never Once Stopped Loving You de 1970 d'être « l'un de ses albums les plus cohérents et les plus forts ». Stephen Thomas Erlewine d'AllMusic fait l'éloge des enregistrements de Smith de 1968 à 1972, soulignant la force de sa voix : « On lui a peut-être donné certaines des meilleures chansons, mais le fait est qu'elle les méritait : peu d'autres pouvaient leur donner la grâce et l'âme, comme ce coffret toujours divertissant le prouve amplement. ». Les auteurs Mary A. Bufwack et Robert K. Oermann commentent que ses derniers singles RCA « résistent à l'épreuve du temps comme parmi les performances vocales féminines country les plus puissantes des années 1970 ».
Au début des années 1970, Smith commence à enregistrer davantage de chansons écrites par Dallas Frazier (en) . Le couple devient des amis proches, ce qui incite Frazier à écrire pour Smith des chansons qui reflètent des situations de sa vie personnelle,. Smith et Frazier décrivent son single Where Is My Castle (en) de 1970 comme étant autobiographique de ses récents problèmes conjugaux. « Tout le monde sait que c'est cathartique de chanter ce que l'on ressent à propos des choses », déclare Smith plus tard. Where Is My Castle atteint le top 20 des charts country singles Billboard et RPM,. En 1971, RCA publie la reprise de Smith de Just One Time (en) de Don Gibson. Soutenu par une grande section rythmique, l'enregistrement atteint la deuxième place des charts country Billboard et RPM, devenant ainsi son single le plus réussi commercialement des années 1970, Son dix-huitième album studio du même nom (en) atteint la 14e place du palmarès des albums country Billboard et comporte des notes d'accompagnement écrites par Loretta Lynn.
Smith étant parmi les artistes d'enregistrement les plus vendus de RCA, elle a suffisamment de poids pour convaincre les dirigeants de la laisser enregistrer un autre album de gospel. Le résultat est Come Along and Walk with Me (en) en 1971. L'album studio présente des morceaux de gospel écrits par des écrivains spirituels tels que Dottie Rambo (en). En 1972, Smith a trois singles consécutifs dans le palmarès country du Billboard : Just for What I Am (en), If It Ain't Love (Let's Leave It Alone) (en) et Love Is the Look You're Looking For (en). RCA sort les singles sur trois LP distincts : Ain't We Havin' Us a Good Time (en) (1972), If It Ain't Love and Other Great Dallas Frazier Songs (en) (1972) et Love Is the Look You're Looking For (en) (1973). Son album le plus réussi commercialement est If It Ain't Love and Other Great Dallas Frazier Songs, qui a atteint la 14e place du classement des albums country Billboard. Le projet studio est enregistré en hommage à Dallas Frazier et comprend 10 chansons écrites par lui. Frazier chante également plusieurs duos avec Smith sur le projet. Avant de quitter son contrat avec RCA, le label sort d'autres LP, dont la compilation Dream Painter (en) (1973).  Sa chanson titre (en) figure dans le top 40 du Billboard.

### 1973-1979: changements de maison de disques, incorporation de musique pop et semi-retraite
En 1973, RCA promet de donner à Smith une meilleure redevance et un plus grand contrôle créatif si elle renouvelle son contrat. Dans un contrat mis à jour, ces conditions ne sont pas respectées. Après avoir embauché un avocat, elle quitte RCA et se voit proposer un contrat par Columbia Records. En 1973, Smith signe un nouveau contrat d'enregistrement avec eux. Le label lui donne plus de contrôle créatif, y compris la possibilité d'enregistrer un album gospel par an. À Columbia, elle rencontre Clive Davis, qui accepte de la produire. Cependant, le label licencie Davis avant de pouvoir travailler ensemble. Au lieu de cela, le producteur Billy Sherrill choisit de travailler avec Smith. Cependant, un désaccord sur la religion met fin au partenariat avant qu'il ne commence. Elle commence à enregistrer aux côtés du producteur George Richey (en), qui a récemment eu du succès en écrivant du matériel pour George Jones et Tammy Wynette.
À Columbia, Smith subit des pressions pour enregistrer avec plus de production pop qu'auparavant. « Dès le premier jour au sein du nouveau label, encore plus qu'avant, c'était une bagarre constante, parce que je suis simplement qui je suis », se souvient Smith. Cependant, elle reste active dans la sélection des chansons et dans le processus d'enregistrement. Le premier LP de Smith à Columbia intitulé A Lady Named Smith (en) (1973) comprend une production pop telle que des instruments à cordes et des voix de fond superposées. Le LP atteint la 31e place du classement des albums country Billboard. Richey accepte de sortir Ain't Love a Good Thing (en) comme son premier single pour Columbia. Au lieu de cela, la chanson co-écrite par Richey-Smith You've Got Me (Right Where You Want Me) (en) s'avère être le premier single du label. La décision déçoit suffisamment Smith pour qu'elle choisisse de mettre fin à leur relation professionnelle. Le dernier projet produit par Richey est le premier LP gospel de Columbia de Smith, intitulé God Is Abundant (en). L'album de matériel religieux grimpe à la 20e place du classement des albums country Billboard.

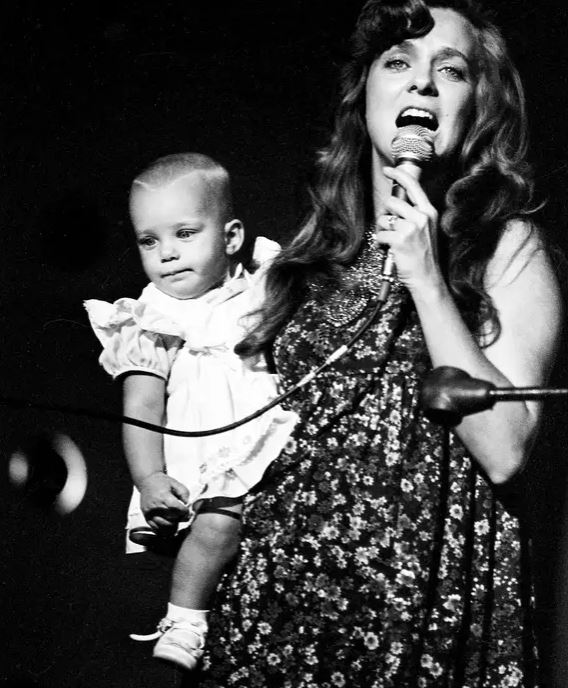
Smith se produisant au Grand Ole Opry avec sa fille à son bras, 1974.

Smith choisi Ray Baker comme prochain producteur. Baker a dirigé une maison d'édition et produit plusieurs démos de chansons qui incitent Smith à le choisir. Le duo a une relation plus agréable et enregistre ensemble tout au long de la décennie. Baker produit l'album suivant de Smith chez Columbia intitulé That's the Way Love Goes (en) (1974). Le LP contient plusieurs enregistrements originaux et reprises dont Ain't Love a Good Thing, qui sort en single et devient sa dix-huitième chanson dans le top 10 du palmarès country Billboard,. Bien qu'elle enregistre deux projets gospel en 1974, le label attend 1975 pour sortir les deux LP. Au lieu de cela, Columbia sort un projet laïc intitulé I Never Knew (What That Song Meant Before) (en) (1974). Sa chanson du même titre (en) devient l'un des 20 meilleurs single country du Billboard, culminant à la 13e place. Il est suivi en 1975 par le LP country traditionnel I Got a Lot of Hurtin' Done Today/I've Got My Baby On My Mind (en). I've Got My Baby on My Mind (en) et la reprise par Smith de Why Don't You Love Me (en) de Hank Williams atteingnent le top 20 country.
Les critiques musicaux remarquent un changement dans la voix de Smith après son arrivée à Columbia. Lors de l'examen de la compilation, Connie Smith Sings Her Hits, Thom Jurek d'Allmusic commente qu'elle a perdu le « grain » de sa voix. Jurek poursuit en écrivant « On pourrait dire que quel que soit le matériel, elle n'a jamais fait un mauvais disque ; les morceaux ont été soigneusement choisis, c'est vrai, mais elle n'a jamais essayé de cacher le côté hardcore de son style vocal ». Le biographe de Smith, Barry Mazor, trouve sa voix « plus basse à ce stade » et voit la preuve de Columbia essayant de « pousser sa voix enregistrée dans l'extrémité supérieure de sa tessiture ». D'autres critiques remarquent des changements stylistiques mais n'observent aucun changement dans son chant. Ken Tucker de NPR trouve que ses enregistrements à cette époque comportent plus d'instruments pop qui n'ont pas « obscurci la passion et la douleur qu'elle communiquait avec tant de courage ».
En 1975, Columbia sort ses deux projets gospel de 1974. Le premier est Connie Smith Sings Hank Williams Gospel (en). Pour l'album, Smith et Baker parcourent le catalogue de Hank Williams où ils tombent sur une série de chansons gospel inédites. Le résultat est le premier album de matériel gospel de Hank Williams enregistré par un autre artiste. En 1976, le projet est nommé aux Grammy Awards pour la meilleure performance gospel. Le deuxième LP religieux de 1975 est l'album de Noël influencé par le gospel intitulé Joy to the World (en). En 1976, Columbia sort deux autres albums country de Smith : The Song We Fell in Love To (en) et I Don't Wanna Talk It Over Anymore (en). Les deux LP atteingnent un sommet dans le top 40 des albums country du Billboard. Les albums comprennent le single country numéro 13 I Don't Wanna Talk It Over Anymore (en) et son vingtième top 10, un remake de (Till) I Kissed You (en) des Everly Brothers. Ce dernier est le deuxième single de Smith à figurer en tête du palmarès country RPM du Canada.
En 1977, Smith rejoint le label Monument Records (en) de Fred Foster (en) à Nashville. Elle subit des pressions pour qu'elle enregistre plus de matériel country pop qu'auparavant et reçoit des cours de chant auprès d'un auteur-compositeur. « Il [Fred Foster] voulait me transformer en quelque chose avec lequel je n'étais pas à l'aise », commente Smith, « C'est pour ça que ça n'a jamais marché ». Stephen Thomas Erlewine d'AllMusic trouve que sa musique chez Monument a « une production de pointe qui date instantanément, franchit la frontière entre la pop croisée et la country-pop plutôt maladroitement et manque de bon matériel ». Monument sort deux LP de Smith entre 1977 et 1978. Son seul single à succès commercial est une reprise de I Just Want to Be Your Everything (en) d'Andy Gibb qui grimpe à la 14e place du classement country Billboard. Pourtant, ses autres sorties Monument atteignent des positions progressivement plus basses dans les charts country entre 1978 et 1979. De plus, Smith a alors cinq enfants et se sent obligée d'être à la maison avec sa famille. En fin de compte, elle décide d'abandonner entièrement sa carrière dans la musique country pour se concentrer sur l'éducation de ses enfants et sur ses besoins religieux.

### 1983-présent: retour à l'enregistrement et à la performance
Pendant trois ans, Smith reste en semi-retraite, ne s'engageant qu'à se produire occasionnellement au Grand Ole Opry, dont elle reste membre. À l'Opry, elle n'interprète que des chants gospel. Elle décide cependant de reprendre sa carrière en 1983. Elle resigne avec Monument Records, mais part après que le dépôt de bilan du label. Au lieu de cela, le chanteur et compositeur Ricky Skaggs l'aide à conclure un nouveau contrat d'enregistrement avec Epic Records,. Le premier single, A Far Cry from You (en) (1985), est écrit par l'artiste country alternatif Steve Earle. Il atteint la 71e place du classement Hot Country Songs.
Un jour, au milieu des années 1990, Smith est chez elle et parle au téléphone avec l'une de ses filles. Après avoir dit à sa mère ce qu'elle allait faire ce soir-là, sa fille demande à Smith quels sont ses projets pour cette nuit-là. Parce qu'elle n'a rien prévu d'amusant, elle ment pour que sa fille n'ait pas à s'inquiéter pour elle. Une fois la conversation terminée, Smith se rend compte qu'elle n'a pas besoin que ses propres enfants s'inquiètent pour elle au début de leur vie d'adulte et décide qu'il est temps de reprendre sa carrière. Avec l'artiste country Marty Stuart (en) (qu'elle épouse plus tard en 1997) en tant que producteur principal de l'album, Smith signe un contrat d'enregistrement avec Warner Bros. Records en 1996. Bien que le label ait préféré qu'elle enregistre un album de duos, Smith décide de suivre ses propres conditions et d'enregistrer un album studio solo. En octobre 1998, elle sort son deuxième album studio éponyme. Il se compose de dix morceaux, dont neuf co-écrits par Smith et Stuart.
Le projet de Smith de 1998 attire une attention commerciale limitée, mais reçoit des éloges critiques pour son style traditionnel et contemporain. Kurt Wolff, dans le livre Country Music: The Rough Guide, commente que l'album sonne « beaucoup plus courageux que tout ce qui se faisait dans le courant dominant de Reba et Garth ». Thom Jurek d'Allmusic attribue à la sortie quatre étoiles sur cinq, le qualifiant de « solide effort » et commentant « il dépasse de la tête et des épaules la plupart des trucs sortis de Nash Vegas depuis plus d'une décennie. Ne vendre même qu'un exemplaire, c'est un retour triomphal pour Smith. Elle n'a rien perdu de son don de chanteuse ou de compositrice ». Également en 1998, Smith fait une deuxième apparition dans un film en tant que « chanteuse au Rodeo Dance » dans The Hi-Lo Country avec Woody Harrelson et Billy Crudup.

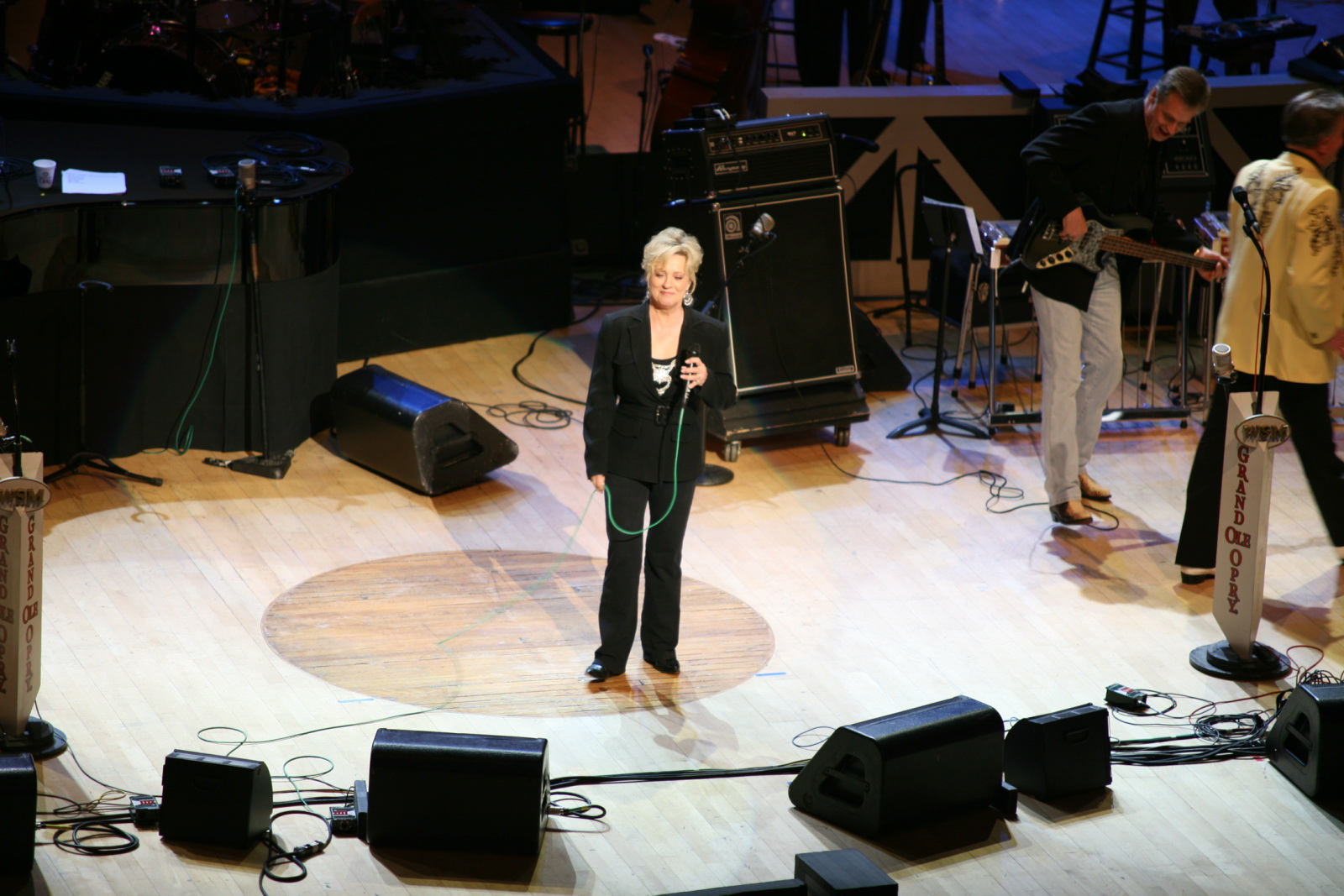
Smith sur scène au Grand Ole Opry.

En août 2003, elle sort un album gospel avec les artistes country Barbara Fairchild (en) et Sharon White intitulé Love Never Fails (en) chez Daywind Records. Dans une interview avec Country Stars Central, Smith déclare qu'elle souffrait d'une grippe intestinale lors de l'enregistrement de l'album, mais qu'elle aimait toujours faire le disque. Produit par l'artiste country et bluegrass Ricky Skaggs (le mari de White), l'album reçoit une nomination aux Dove Awards. Le site Web Slipcue.com examine la version et déclare que Love Never Fails « est probablement trop tapageur pour la plupart des fans de southern gospel (qui aiment vraiment les pianos tintants et les voix moins vibrantes), et même si cela n'impressionnera probablement pas beaucoup d'auditeurs country, pour les gens qui sont fans de l'un de ces trois chanteurs, c'est un régal ».
En novembre 2008, Smith rejoint le casting de la série télévisée de Marty Stuart, The Marty Stuart Show, diffusée sur le réseau RFD-TV tous les samedis soirs. Le programme de trente minutes présente de la musique country traditionnelle interprétée par Stuart et Smith, ainsi que par la personnalité de la radio Eddie Stubbs. L'émission cesse d'être diffusée sur RFD-TV en 2014. En août 2011, Smith sort son premier nouvel enregistrement solo en treize ans, intitulé Long Line of Heartaches (en), via Sugar Hill Records. Le disque est produit par Marty Stuart et comprend cinq chansons écrites par le duo. Harlan Howard, Kostas, Johnny Russell et Dallas Frazier écrivent également des morceaux inclus sur le disque. L'album est évalué positivement par Steve Leggett d'AllMusic, qui lui attribue quatre étoiles. « Ce ne serait pas tout à fait juste d'appeler cela un album de retour, mais cela sonne comme de la country traditionnelle vintage avec juste une touche raffinée », conclut-il. Andrew Mueller de la BBC fait également une critique positive, le qualifiant de « chansons country classiques et classicistes ».
En août 2021, le nouvel album studio de Smith sort sur le label Fat Possum intitulé The Cry of the Heart (en). C'est le troisième projet produit par Stuart et son premier album de nouveau matériel en dix ans. Le New York Times décrit The Cry of the Heart comme évoquant des styles traditionnels qui « rappellent les enregistrements de Smith des années 60 ». C'est le premier album de Smith depuis 1976 à atteindre une position dans les charts Billboard, culminant dans le classement des ventes actuelles d'albums après sa sortie. PopMatters attribue à l'album une note de 8/10 et conclut : « Si vous vouliez comprendre ce qu'est le country traditionnel, vous pourriez aller au même endroit aujourd'hui qu'il y a 50 ans : un disque de Connie Smith ».
En avril 2024, le label Fat Possum sorte par surprise le nouveau projet studio de Smith, Love, Prison, Wisdom and Heartaches (en). Bien qu'il s'agisse d'un album de reprises, Smith elle-même ne le décrit pas de cette façon : « Je chante au nom de mes amis. Dans l'espoir de les partager tout en transmettant leurs chansons. »

## Vie privée

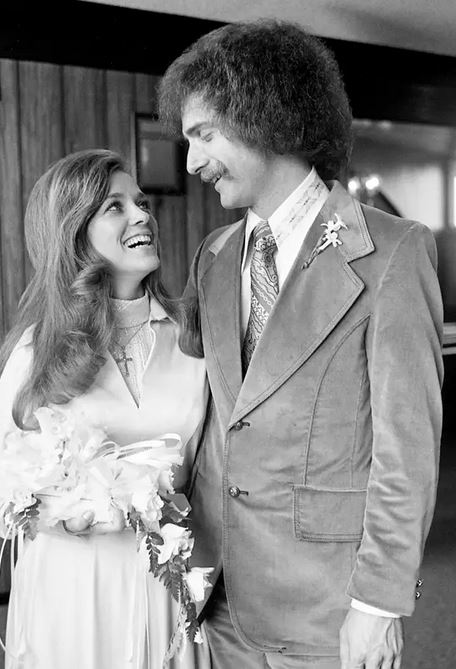
Connie Smith le jour de son mariage avec son troisième mari, Marshall Haynes, 1972.

Smith est marié quatre fois. En 1961, elle épouse Jerry Smith, ferro-analyste à l'Inter-Lake Iron Corporation à Beverly, Ohio. Ils ont un enfant ensemble, né le 9 mars 1963, nommé Darren Justin. Au milieu des années 1960, le couple divorce et Smith épouse le guitariste de son groupe en tournée, Jack Watkins. Ils ont un fils avant de se séparer près d'un an après leur mariage. Peu de temps après, Smith épouse le réparateur de téléphones Marshall Haynes. Au début des années 1970, Haynes part fréquemment en tournée avec Connie lors de son road show. Le couple a trois filles.
Après avoir divorcé de Haynes au début des années 1990, Smith déclare qu'elle ne se remariera plus jamais. Cependant, le 8 juillet 1997, elle se marie pour la quatrième fois, cette fois avec son producteur, l'artiste country Marty Stuart. Stuart commence à la produire après avoir écrit des chansons pour l'album de retour de Smith en 1998. Stuart décrit sa rencontre avec Smith 26 ans plus tôt, après avoir assisté à son concert : « J'ai rencontré Connie quand j'avais 12 ans. Elle est venue dans la réserve indienne de ma ville natale de Philadelphie, dans le Mississippi, pour travailler dans une foire. Elle n'a pas changé du tout. . Elle était superbe à l'époque et elle est superbe maintenant. ». Stuart raconte qu'il a alors dit à sa mère qu'il allait épouser Connie Smith. Smith explique comment ils ont maintenu leur mariage : « Faites du Seigneur le coeur... et engagez-vous. ».
Smith révèle dans une interview au New York Times qu'elle a reçu un diagnostic de COVID-19 en février 2021. Elle est hospitalisée et développe une septicémie et une pneumonie. Elle se rétablie finalement complètement. « Ils m'ont demandé si mon cœur s'était arrêté, si je voulais être réanimé, et j'ai répondu : 'Bien sûr, je ne veux pas être une statistique COVID' », déclare-t-elle à Nashville Scene.

## Styles musicaux et capacité vocale
Le son de Connie Smith est défini par le style musical du Nashville Sound, principalement au cours de ses années de percée dans les années 1960. Alors que la plupart des enregistrements de Nashville Sound de l'époque comprennent principalement des orchestres complets, le son de Smith reste plus traditionnel avec son utilisation de la steel guitar et sa voix vibrante, tout en comportant toujours des instruments d'influence pop pour offrir un attrait pop urbain. Les critiques louent largement l'utilisation par Smith de la steel guitare , qui est souvent décrite comme « pointue » et « proéminente ». Son joueur de steel guitar Weldon Myrick est souvent crédité de la création de ce que Smith appelle « The Connie Smith Sound ». Dans une interview avec Colin Escott dans son livre Born to Sing, Myrick rappelle comment le producteur de Smith (Bob Ferguson) voulait que la guitare sonne : « Il est sorti et a dit qu'il voulait un son brillant, et il a ajusté mes commandes. Je pensais que c'était un son terriblement mince, mais il a fini par être très populaire. ».
La prestation vocale de Smith est également considérée comme faisant partie de son style musical. L'écrivain Stephen Thomas Erlewine note en 2012 que Smith chante avec « une facilité cool et autoritaire, une compétence qui l'a amenée à l'attention de certains des meilleurs auteurs-compositeurs de Nashville ». Mary A. Bufwack et Robert K. Oermann appellent son chant « une livraison dans une colonne de feu sanglotée de désolation ». Thom Jurek d'AllMusic déclare que la voix de Smith offre « une transmission émotionnelle sophistiquée » et que « son contrôle et son phrasé restent un point culminant aujourd'hui ».

## Héritage et honneurs

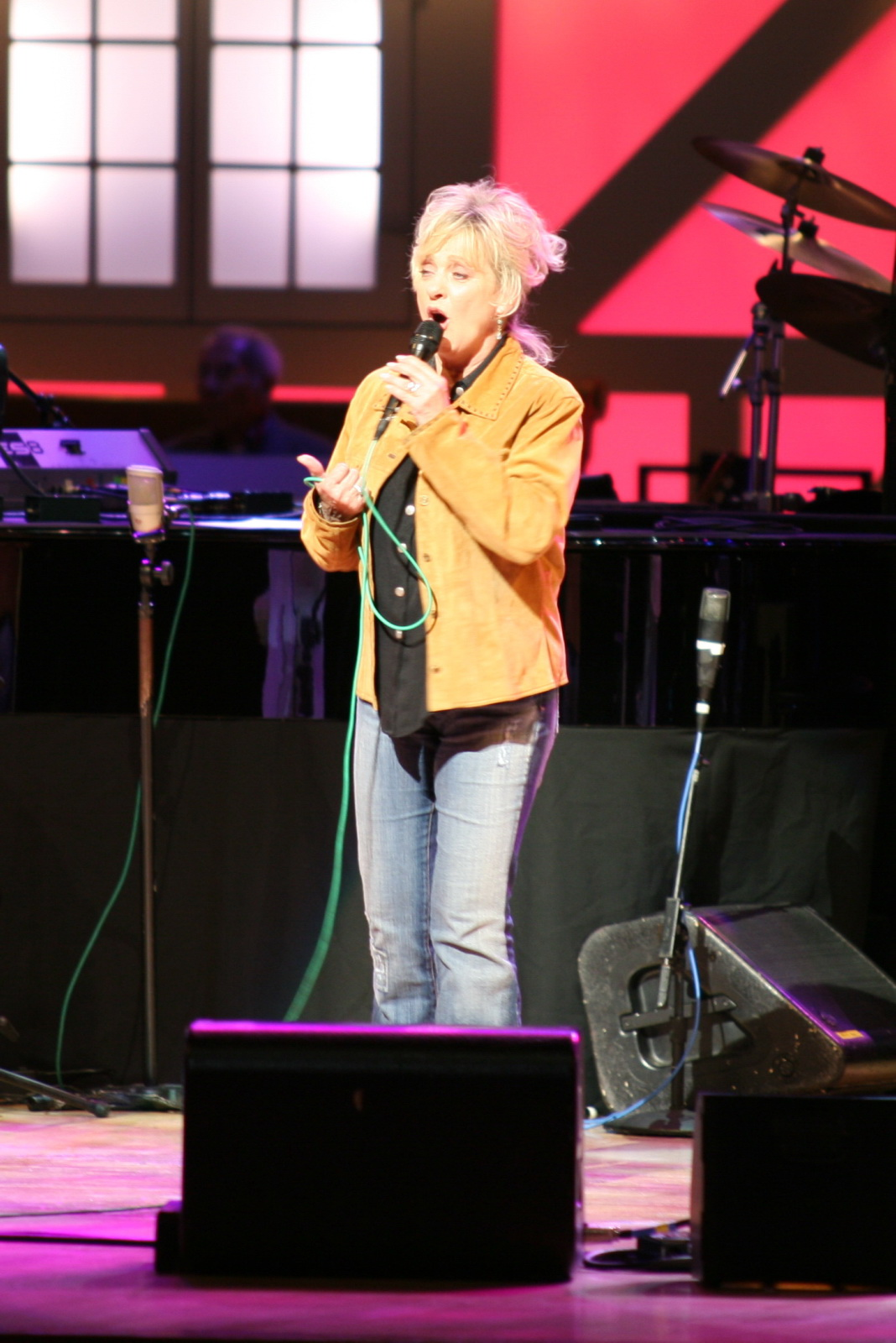
Smith au Grand Ole Opry, 2007.

Connie Smith est considérée par de nombreux critiques et historiens comme l'un des artistes de musique country les plus célèbres et les plus respectés,,. Dans sa critique de la compilation de Smith de 1996, The Essential Connie Smith (en), Jurek explique pourquoi la voix de Smith est généralement comparée à celle de Cline : « Connie Smith est peut-être la seule chanteuse de l'histoire de la musique country qui peut véritablement prétendre être l'héritière du trône de Patsy Cline. Ce n'est pas qu'il n'y ait pas beaucoup de chanteurs incroyables dans le domaine, et parmi eux beaucoup de légendes. Mais en termes de pur don d'interprétation de prendre pratiquement n'importe quelle chanson et d'en faire une chanson country de classe et de distinction, Smith l'est. ».
Les écrivains et journalistes citent également Smith comme faisant partie intégrante de l'histoire de la musique country. Mary A. Bufwack et Robert K. Oermann la classe comme l'une des « héroïnes du chagrin » du pays, en raison de sa prestation vocale émotionnelle. Bufwack et Oermann déclarent en outre qu'avec Tammy Wynette, Smith fait partie des « voix country les plus imposantes des années 1960 et 1970 » du genre qui « chantaient des profondeurs du désespoir » et « parlaient au nom de l'Amérique centrale conservatrice dans la musique et la vie ».
De nombreux artistes de l'industrie de la musique country citent Smith comme une influence musicale importante ou l'un de leurs artistes musicaux préférés. George Jones la cite comme sa chanteuse préférée dans son autobiographie de 1995. Elvis Presley possédait de nombreux albums de Smith dans sa collection de disques chez lui à Graceland et avait l'intention d'enregistrer la version de Smith de The Wonders You Perform (en), mais n'a jamais réussi à le faire. Lors d'une discussion avec l'auteur-compositeur country Fred Foster, Dolly Parton déclare : « Vous savez, il n'y a en réalité que trois chanteuses dans le monde : Barbra Streisand, Linda Ronstadt et Connie Smith. Le reste d'entre nous ne fait que semblant. ».
Connie Smith reçoit des honneurs et des réalisations dans le cadre de son héritage. En 2002, elle est classée parmi les dix premières dans l'émission spéciale télévisée CMT des 40 plus grandes femmes de la musique country. En 2011, elle est intronisée au Temple de la renommée de la musique de Virginie-Occidentale. Aux côtés de Garth Brooks, Smith est intronisé au Country Music Hall of Fame en 2012. « Être en compagnie de la grande Kitty Wells est bien assez », commente-t-elle après avoir appris la nouvelle. En 2015, elle célèbre ses 50 ans en tant que membre de l'émission de radio Grand Ole Opry. Sa célébration est honorée lors d'une performance à laquelle participent Alison Krauss et Mel Tillis (en), entre autres. En 2017, elle est classée sur la liste Rolling Stone des « 100 plus grands artistes country de tous les temps »
En mars 2021, l'héritage de Smith est encore renforcé par la Bibliothèque du Congrès, qui ajoute Once a Day au National Recording Registry. En avril 2021, le mari de Smith, Marty Stuart, annonce la sortie d'un documentaire sur sa vie et sa carrière intitulé Connie: The Cry of the Heart. « Étudier l'étendue de ce que Marty et Connie ont accompli dans l'industrie, puis découvrir leur capacité à prédire les tendances commerciales autour de leur héritage, me rend très enthousiaste à l'idée de faire partie de ce qu'ils font », déclare Nick Kontonicolas, qui contribue à la diffusion de l'émission documentaire sur son réseau.

## Discographie
- Connie Smith (en) (1965)
- Cute 'n' Country (en) (1965)
- Miss Smith Goes to Nashville (en) (1966)
- Connie Smith Sings Great Sacred Songs (en) (1966)
- Born to Sing (en) (1966)
- Downtown Country (en) (1967)
- Connie in the Country (en) (1967)
- Connie in the Country (en) (1967)
- Soul of Country Music (1967)
- I Love Charley Brown (en) (1968)
- Sunshine and Rain (en) (1968)
- Connie's Country (en) (1969)
- Young Love (en) (avec Nat Stuckey) (1969)
- Back in Baby's Arms (en) (1969)
- Sunday Morning with Nat Stuckey and Connie Smith (en) (avec Nat Stuckey) (1970)
- I Never Once Stopped Loving You (en) (1970)
- Where Is My Castle (en) (1971)
- Just One Time (en) (1971)
- Come Along and Walk with Me (en) (1971)
- Ain't We Havin' Us a Good Time (en) (1972)
- If It Ain't Love and Other Great Dallas Frazier Songs (en) (1972)
- Love Is the Look You're Looking For (en) (1973)
- A Lady Named Smith (en) (1973)
- God Is Abundant (en) (1973)
- That's the Way Love Goes (en) (1974)
- I Never Knew (What That Song Meant Before) (en) (1974)
- I Got a Lot of Hurtin' Done Today/I've Got My Baby On My Mind (en) (1975)
- Connie Smith Sings Hank Williams Gospel (en) (1975)
- Joy to the World (en) (1975)
- The Song We Fell in Love To (en) (1976)
- I Don't Wanna Talk It Over Anymore (en) (1976)
- Pure Connie Smith (en) (1977)
- New Horizons (en) (1978)
- The Best of Connie Smith (en) (1989)
- By Request (1995)[101]
- Clinging to a Saving Hand (1995)[102]
- Connie Smith (en) (1998)
- Love Never Fails (en) (avec Barbara Fairchild et Sharon White) (2003)
- Long Line of Heartaches (en) (2011)
- The Cry of the Heart (en) (2021)
- Love, Prison, Wisdom and Heartaches (en) (2024)

### Filmographie
| Année     | Titre                           | Rôle               | Remarques    | Ref.   |
| --------- | ------------------------------- | ------------------ | ------------ | ------ |
| 1966      | The Las Vegas Hillbillys (en)   | Elle-même          | caméo        | [ 32 ] |
| 1966      | Second Fiddle to a Steel Guitar | Elle-même          | caméo        | [ 32 ] |
| 1967      | The Road to Nashville (en)      | Elle-même          | caméo        | [ 32 ] |
| 1967      | Hell on Wheels (en)             | Elle-même          | caméo        | [ 32 ] |
| 1998      | The Hi-Lo Country               | Chanteuse de rodéo |              |        |
| 2008-2014 | The Marty Stuart Show           | Elle-même          | 153 épisodes |        |